# Аккорд (квартет)
Це стаття про радянський музичний квартет, про український див. статтю Акорд (квартет)
Аккорд — радянський музичний колектив (квартет), який активно працював на естраді в 1960—1988 роках.

## Склад
- Зоя Марківна Харабадзе (01.05.1932, Одеса, УРСР  — 16.01.2018) — вокал (сопрано), художній керівник. Отримала освіту на диригентсько-хоровому відділенні Музичного училища при Московській консерваторії (1949—1953)[1].
- Шота Георгійович Харабадзе (15.07.1934 — 17.07.2002) — вокал (тенор), адміністративна робота. В останні роки життя тяжко хворів.
- Інна Костянтинівна Мяснікова (1934—2010) — вокал (меццо-сопрано). Закінчила диригентсько-хорове відділення Музичного училища при Московській консерваторії (1953—1957)[2]. Була дружиною Георгія Гараняна, керівника ансамблю «Мелодія». У 1988 році Інна поїхала до своєї дочки в США, і знаменитий вокальний квартет припинив своє існування. Померла в Нью-Йорку в 2010 році.

- Владислав (Вадим) Броніславович Линковський (19.05.1938 — 19.09.2003) — вокал (баритон), закінчив морехідне училище в Ленінграді, служив на флоті, майстер спорту з класичної боротьби. Закінчив московський інститут ім. Гнесіних (хорове відділення)[3]. Прийшов у квартет за рекомендацією композитора В. Р. Рубашевського[4]. Відрізнявся яскравою індивідуальністю, створював оригінальні номери (міг виїхати на сцену в колясці для близнюків і з соскою в роті[5]). У 1974 році у зв'язку з наростаючими розбіжностями і не завжди передбачуваною поведінкою, Владислав покинув квартет і став солістом «Москонцерту». З 1987 року перебував у шлюбі з Іриною Олександрівною Галанцевою.
- Юрій Александров — замінив у квартеті Владислава Линковського.

Відмінною рисою квартету стало максимальне використання можливостей голосу кожного учасника, чистоти інтонації, тембрової врівноваженості (гармонійного поєднання високих і низьких голосів). Так, на думку учасників квартету, повно, милозвучно навіть у диссонансах і повинен звучати акорд. У кожної виконуваної пісні квартет був пізнаваний, хоча змінював характер звучання, забарвлення голосів, поєднання тембрів, щедро використовуючи рухливі ритмічні і динамічні штрихи.

## Історія
Історія квартету почалася в 1955. У складі групи було чотири випускниці одного з відділень музичного училища при Московській консерваторії (Інна Мяснікова, Роза Романовська, Зоя Кулікова і Елла Ольховська). Колектив брав участь у кінокартині «Карнавальна ніч» (1956) з піснею «Пять минут», яку вони виконували разом з Людмилою Гурченко. На Московському фестивалі молоді і студентів у 1957 році, у фіналі конкурсу зустрілися два вокальних квартети: жіночий колектив з Москви, що складається з вихованок Московської консерваторії диригентів-хоровиків (Зоя Кулікова, Інна Мяснікова, Елла Ольховська і Роза Романовська), під керівництвом Зої Кулікової, і тбіліський чоловічий з Політехнічного інституту на чолі з інженером Шотою Харабадзе.
У 1960 році Зоя Кулікова та Шота Харабадзе одружилися. У тому ж році Зоя Харабадзе запропонувала іншим учасницям квартету зробити змішаний колектив, але не знайшла підтримки і пішла з групи виступати разом з чоловіком. Незабаром до них приєдналася Інна Мяснікова. Четвертого учасника, Вадима Линковського, порадив композитор Володимир Рубашевський. Вийшов квартет, який отримав назву «Аккорд».
Перші гастролі пройшли з оркестром Олега Лундстрема по таборах Магадана. Після них квартет виступив на Всеросійському конкурсі артистів естради з джазовою програмою, але журі виступ ніяк не оцінило. Незабаром по радіо в передачі «С добрым утром!» виступав композитор Вано Мураделі, який звернув увагу радіослухачів на молоду групу. Після цього ансамблем зацікавилися на радіо. У тому ж 1960 році вийшла перша платівка, на якій були записані пісні «Светлана» (Д. Львов-Компанєєц — Б. Брянський), «Для тебя» (М. Чистов — Н. Железнякова), «Жду весну» (Ю. Саульський — В. Орлов), «Мой подарок» (Є. Птичкін — Л. Куксо).
Співпраця з оркестром Олега Лундстрема продовжилося до 1964 року, після чого квартет почав самостійні виступи.
У 1964 році в звуковому журналі «Кругозор» вийшла коротка стаття з фотографією, запис двох пісень квартету і коментарями композитора Олександра Долуханяна.
Квартет став учасником святкових естрадних програм на ТБ — «Голубой огонёк» та інших програм, що записуються на радіо.
Восени 1965 року два місяці колектив разом з Московським мюзик-холом працював у Парижі, виступав на сцені концертного залу «Олімпія», де в той самий час проходили концерти The Beatles, з якими артисти поспілкувалися. Відібрав колектив для участі особисто Бруно Кокатрікс, який прилетів до Москви.
Згодом у зарубіжних гастролях ансамбль побував у 46 країнах Європи, Африки, Азії, Латинської Америки: Франція, Бельгія, Голландія, Фінляндія, Алжир, Сомалі, Ємен, країни соціалістичного табору.
З квартетом «Аккорд» пов'язане народження пісні «Ноктюрн». Не прийнята в Ризі через занадто слов'янську мелодію, пісня її автором О. Кублінським була переправлена в Москву Марісу Лієпі. Лієпа познайомив з твором і його автором учасників квартету, після чого пісня зазвучала вже по всьому Радянському Союзу.
У 1969 році вийшов перший «гігант», в 1970 році — другий.
У 1974 році через проблеми з алкоголем Владислав Линковський був змушений покинути квартет «Аккорд». Після цього він працював на Москонцерті, записував пісні для спектаклів, кіно і телефільмів. Велику кількість пісень він виконував в дуетах і разом з іншими артистами — Маргаритою Суворовою, Людмилою Черепановою, Жанною Різдвяною, Володимиром Макаровим, Левом Смушковим. З 1977 по 1989 рік виступав у складі дуету з Галиною Бовіною, вони багато гастролювали — були в Чехословаччині, Польщі, багато їздили по СРСР, зокрема об'їздили БАМ, а також давали концерти в Афганістані для радянських військ, записали кілька платівок.
Ось як згадувала про Владислава Линковського Зоя Харабадзе про виконання пісні «Песенка про Одиссея»: — «Її нам приніс Юра Цейтлін — і ми її записали. З „Мелодією“, здається, ми її писали. А що на цій пісні Линковський витворяв на концертах! Зал з розуму сходив! Одного разу він виїхав на сцену в дитячій колясці і з величезною соскою в роті. Ми так сміялися, що співати не могли! Він був дуже обдарованою людиною, і ми завжди чекали, що він вигадає щось смішне і незвичайне.»
Остання фотографія квартету «Акорд» у своєму «золотому» складі була опублікована в журналі «Телевидение и радиовещание» в лютому 1974 року.
До цього моменту тираж платівок із записами квартету досяг двох з половиною мільйонів примірників.
У квартет на зміну Владиславу Линковському прийшов Юрій Александров. У 1974 році в новому складі був записаний телевізійний фільм-концерт «Квартет „Аккорд“». Як пізніше у телевізійному інтерв'ю згадувала Зоя Харабадзе замінити Владислава Линковського повноцінно не вдалося, та й було неможливо — його талант і артистизм були неповторними, а Юрію довелося працювати в умовах постійного порівняння з колишнім учасником.
Деякий час (наприкінці 60-х років) з квартетом «Аккорд» виступав тромбоніст Григорій Лаздін.
У 1975 році дуже недовго аранжувальником і керівником акомпаніаторів в квартеті працював Михайло Шуфутинський.
У 1988 році Інна М'яснікова переїхала в Нью-Йорк, США до своєї дочки Каріни Гаранян. Цей момент збігся з наближенням пенсійного віку Зої і Шоти Харабадзе, і квартет припинив своє існування. Деякий час учасники давали концерти як тріо. Також подружжя Зоя і Шота Харабадзе виступали дуетом, але вже без колишньої популярності.
У 2000 році в серії «Большая коллекция» вийшов компакт-диск пісень квартету.

## З репертуару
Радянські пісні:
- «На седьмом этаже» [Архівовано 24 травня 2018 у Wayback Machine.] (1963 р.). Музика — Павло Аєдоницький, слова — Яків Халецький.
- «Пешеход» [Архівовано 25 травня 2018 у Wayback Machine.]. Музика — Павло Аєдоницький, слова — Яків Халецький.
- «Любовь не картошка» [Архівовано 24 травня 2018 у Wayback Machine.]. Музика — Павло Аєдоницький, слова — Ігор Шаферан.
- «Все потому» [Архівовано 25 травня 2018 у Wayback Machine.] (1967 р.). Музика — Павло Аєдоницький, слова — Ігор Шаферан.
- Юрій Саульський — «Жду весну».
- Арно Бабаджанян — «Хозяйка города», «В нежданный час», «Песня прилетела из Москвы».
- Оскар Фельцман — «Ребята нашего двора», «Манжерок».
- Олексій Рибніков — «Мост Мирабо».
- Матвій Блантер — «У крыльца высокого».
- Віктор Купревич — «Пингвины», «Эхо».
- Олександр Кублінський — «Ноктюрн».
- Олександра Пахмутова — «Звездопад».
- «Назло» [Архівовано 29 червня 2018 у Wayback Machine.] (1967 р.). Музика — Олександр Флярковський, слова — Роберт Рождественський.
- Олександр Зацепін — «О, Килиманджаро», «Песня об Одиссее», музична тема «Танцплощадка» з к/ф «Кавказька полонянка».
- «Хлоп-хлоп» [Архівовано 24 травня 2018 у Wayback Machine.] (1970 р.). Музика — Полад Бюль-Бюль огли, слова — Михайло Пляцковський.
- Давид Тухманов — «Наши любимые», «Люби девчонку»
- Ладислав Олах — «Котёнок».

Авторські пісні 3. Харабадзе:
- «По тропе» (вірші Інни Кашежевої)
- «Хитрый» (вірші О. Гаджикасимова).

Грузинські пісні:
- «Ты уехала» [Архівовано 28 травня 2018 у Wayback Machine.] (1964 р.). Співають грузинською та російською мовами. Музика і слова — Marex Godziashvili, російський текст — Юрій Цейтлін. Оригінал — Keti Makaridze, Marex Godziashvili & Edo Sephashvili — «Tbilisi da tsagveri» [Архівовано 28 травня 2018 у Wayback Machine.] (19?? р.). Музика і слова — Marex Godziashvili.
- «Ты стоишь на том берегу [Архівовано 28 червня 2018 у Wayback Machine.]» (1963 р.). Співають грузинською та російською мовами. Музика — Георгій Цабадзе, слова — Важа Пшавела, російський текст — Юрій Цейтлін. Фрагмент ТБ передачі ЦТ СРСР «Голубой огонёк» № 85 Ефір 7 листопада 1963 р. — «Ты стоишь на том берегу» та «Маленькая девочка» [Архівовано 28 червня 2018 у Wayback Machine.].

Іноземні пісні:
- «Проказник Браун» [Архівовано 24 травня 2018 у Wayback Machine.] (1969 р.). Музика — Jerry Leiber і Mike Stoller, слова — Юрій Цейтлін. Оригінал — The Coasters — «Charlie Brown» [Архівовано 25 травня 2018 у Wayback Machine.] (1959 р.). Музика — Jerry Leiber і Mike Stoller, слова — Jerry Leiber і Mike Stoller.
- «Песня о беспризорном мальчишке» [Архівовано 26 травня 2018 у Wayback Machine.] (1974 р.). Музика — Dorival Caymmi, російський переклад тексту — Юрій Цейтлін. Оригінал — Dorival Caymmi — «Marcha dos Pescadores» [Архівовано 26 травня 2018 у Wayback Machine.] з кінофільму «The Sandpit Generals» (1971 р.). Музика і слова — Dorival Caymmi.
- «Селена» [Архівовано 26 травня 2018 у Wayback Machine.] (1965 р.). Співають італійською та російською мовами. Музика — Domenico Modugno, слова — Francesco Migliacci, російський текст — Ігор Шаферан. Оригінал — Domenico Modugno — «Selene» [Архівовано 23 березня 2021 у Wayback Machine.] (1960 р.). Музика — Domenico Modugno, слова — Francesco Migliacci.
- «Ти і я»"Ты и я" [Архівовано 24 травня 2018 у Wayback Machine.] (1975 р.). Музика Roland Vincent, слова — Леонід Дербеньов. Оригінал «Pour un flirt» [Архівовано 24 травня 2018 у Wayback Machine.] (1971 р.). Музика — Roland Vincent, слова — Michel Delpech.

## Фільмографія
- Зоя Куликова та Інна М'ясникова (тоді ще не у складі квартету «Аккорд») — учасниці виконання пісні «Пять минут» у к/ф «Карнавальна ніч» з Л. Гурченко (1956).
- «Дайте книгу скарг». «Песня корреспондентов». Виконує Владислав Линковський (1964).
- «Кавказька полонянка, або Нові пригоди Шурика». Вокаліз «Марш трійці». Виконує Владислав Линковський (1966).
- «Сім старих та одна дівчина». Пісня «Совершите чудо». Виконують Владислав Линковський і Зоя Харабадзе (1968).
- «Викрадення» (1969) Пісня «Пустун Браун».

## Нагороди
Вища нагорода «Золота платівка» на Міжнародному фестивалі грамзаписів у Каннах (Франція) у 1969 р.

## ТВ-програми і кліпи
- «В ночь под Новый год». «Блакитний вогник» (1963 р.)
- «Пингвині» [Архівовано 15 лютого 2021 у Wayback Machine.]. «Блакитний вогник» («У першу годину») (1965 р.)
- "Квартет «Аккорд» [Архівовано 31 березня 2022 у Wayback Machine.] (телеконцерт) (1974 р.)

## Пам'ять

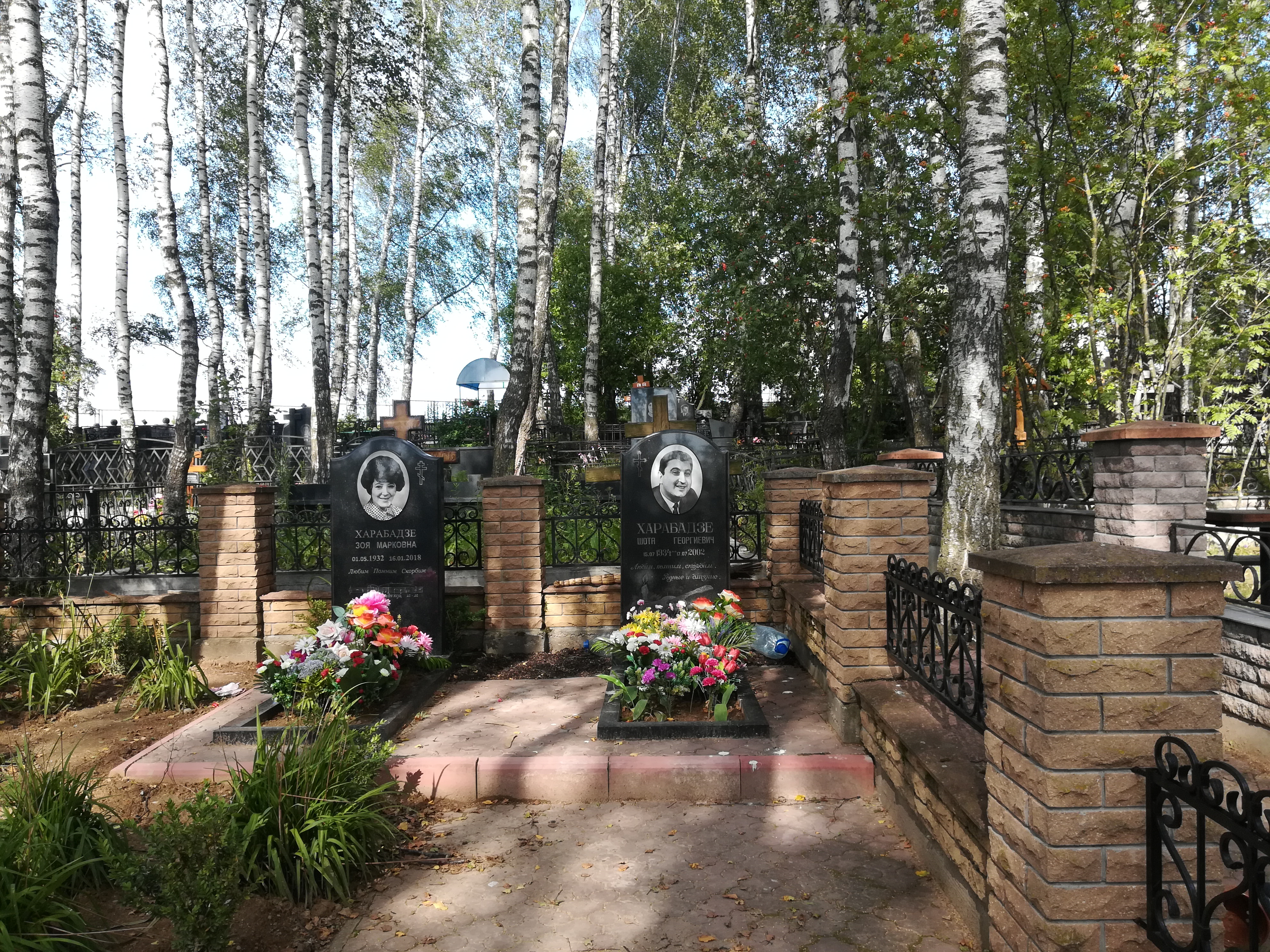
Могила Зої і Шоти Харабадзе

Зоя і Шота Харабадзе поховані на Аксіньїнськом кладовищі Одинцовського району Московської області.
Владислав Линковський похований на Ваганьковському кладовищі в Москві (53 ділянка)